# صناعة اللغة
صناعة اللغة، هي قطاع النشاط المخصص لتسهيل التواصل متعدد اللغات، الشفوي والمكتوب. وفقًا للمديرية العامة للترجمة التابعة للمفوضية الأوروبية، تحتوي صناعة اللغات على أنشطة الترجمة والترجمة الفورية والدبلجة وعولمة البرامج والمواقع الإلكترونية وتطوير أدوات تكنولوجيا اللغة وتنظيم المؤتمرات الدولية وتعليم اللغة والاستشارات اللغوية.
وفقًا لجمعية صناعة اللغة الكندية، يشمل هذا القطاع على الترجمة (مع الترجمة الفورية والترجمة المرئية والتوطين) والتدريب اللغوي وتقنيات اللغة.
تحدد رابطة صناعة اللغة الأوروبية هذا القسم في الترجمة والتعريب والتدويل والعولمة.
إن رأي قديم، ربما عفا عليه الزمن، يحصر صناعة اللغة في معالجة اللغة المحوسبة  ويضعها في صناعة تكنولوجيا المعلومات .
توسع وجهة النظر الناشئة هذا القطاع ليشمل التحرير للمؤلفين الذين يكتبون بلغة ثانية وخاصة الإنجليزية للتواصل الدولي.

## خدمات
يشمل نطاق الخدمات في الصناعة ما يلي:
- ترجمة
- التحرير للمؤلفين: تحرير المؤلف
- التحرير للناشرين، مثل تحرير النسخ والتدقيق اللغوي (بما في ذلك CAR ) والتحرير التنموي
- الترجمة اللغوية
- تعليم اللغة
- تطوير أدوات الترجمة بمساعدة الحاسوب
- استخراج المصطلحات
- توطين اللغة
- توطين البرامج
- الترجمة الآلية

يسمى الأشخاص الذين يسهلون التواصل متعدد اللغات من خلال تقديم خدمات فردية - الترجمة أو الترجمة الفورية أو التحرير أو تدريس اللغة - محترفي اللغة .

## تطور
توجد الترجمة كنشاط على الأقل منذ أن بدأت البشرية في تطوير التجارة منذ آلاف السنين ؛ لذا، إذا قمنا بتضمين الترجمة الشفوية ، فليس من المبالغة القول إن أصل صناعة اللغة أقدم من أصل اللغة المكتوبة .
تطورت صناعة الاتصالات بسرعة بعد توفر الإنترنت . تشمل إنجازات الصناعة القدرة على ترجمة النصوص الطويلة بسرعة إلى العديد من اللغات. وقد خلق ذلك تحديات جديدة مقارنة بالنشاط التقليدي للمترجمين، مثل ضمان الجودة . هناك العديد من معايير الجودة مثل المنظمة الدولية للتوحيد القياسي ISO 17100 (المستخدمة في أوروبا) ، و CAN CGSB 131.10-2017 في كندا  و ASTM F2575-14 في الولايات المتحدة الأمريكية.
قدّرت دراسة بتكليف من المديرية العامة للترجمة التابعة للمفوضية الأوروبية أن صناعة اللغات في الدول الأعضاء الأوروبية بلغت 8.4 مليار يورو في عام 2008. وكان الجزء الأكبر، 5.7 مليار يورو، عائد إلى أنشطة الترجمة والترجمة الفورية وتعريب البرامج وعولمة المواقع الإلكترونية. التحرير لم يؤخذ في الاعتبار. توقعت الدراسة معدل نمو سنوي بنسبة 10٪ لصناعة اللغات. في الوقت الذي نُشرت فيه الدراسة، في عام 2009 ، كانت صناعة اللغة أقل تأثراً بالأزمة الاقتصادية من قطاعات الصناعة الأخرى.
يتضمن أحد مجالات البحث في الصناعة إمكانية الترجمة الآلية لتكون محل الترجمة البشرية بالكامل.

## الخلافات
أصبحت أسعار خدمات الترجمة موضوع نقاش كبير في الوقت الحاضر،  حيث يزعم أن العديد من وكلاء الترجمة يبحثون عن العمالة الرخيصة. تحاول الجمعيات المهنية مثل IAPTI وضع حد لهذا التطور. تقلب العملة سبب مهم آخر.
بصرف النظر عن هذا، تظهر ظواهر مثل التعهيد الجماعي في الترجمات واسعة النطاق.
تعرض الرئيس الأمريكي باراك أوباما لانتقادات بعد أن اقترح الكتاب الأبيض للبيت الأبيض لعام 2009 حوافز للترجمة الآلية.

## روابط خارجية
- مقالات في مراقب صناعة اللغة نسخة محفوظة 12 يوليو 2009 على موقع واي باك مشين. (1991-1995)
- CAN CGSB 131.10.009